# H. Rider Haggard
Henry Rider Haggard (Bradenham, Norfolk, 22 de junio de 1856- Londres, 14 de mayo de 1925) fue un escritor inglés victoriano de novelas de aventuras, iniciador del subgénero «mundo perdido».

## Biografía
Nació en la mansión rural Wood Farm, en Bradenham Hall (Norfolk, Inglaterra). Fue el octavo de los diez hijos del matrimonio formado por sir William Meybohm Rider Haggard, terrateniente con especial habilidad para los negocios, y Ella Doveton, amante de la literatura y ocasional poeta.
Aprendió a leer en la casa familiar de la mano de su hermana mayor y desde los diez años tuvo como tutor en Londres al reverendo H. J. Graham que lo inició en estudio de los clásicos. Ingresó en un instituto de Ipswich donde destacó por su habilidad para escribir versos latinos a la manera de Virgilio y Horacio. A los dieciséis años se presentó sin éxito a unas oposiciones para el Foreign Office.
Recomendado por su padre, se incorporó en 1875 al equipo de funcionarios como secretario de sir Henry Bulwer, recién nombrado gobernador de Natal, colonia británica en la actual Sudáfrica. En el ejercicio de su profesión viajó por la zona tratando con diversas tribus, especialmente zulúes, por razones laborales pero también por placer, lo que le permitió conocer por sí mismo los futuros escenarios de sus novelas. La ceremonia de la danza guerrera que contempló en honor de Bulwer le inspiró el artículo Una danza guerrera zulú publicado en el Gentleman's Magazine en julio de 1877. Durante esta primera estancia en África se prometió a Mary Elizabeth «Lilly» Jackson, pero no se pudo casar con ella porque no obtuvo el permiso paterno. Durante sus cuatro años en el África meridional, Rider Haggard compaginó sus deberes profesionales como asistente del gobernador con sus estudios sobre los colonos y naturales de la región. A los veintiún años, se le nombró secretario del Tribunal Supremo de Pretoria, pero sus críticas a la administración le apartaron pronto de esta y le llevaron a emprender diversos y fallidos negocios.
En 1879 regresó a Inglaterra y un año después se casó con Louise Margitson, amiga de su hermana, con quien viajó a África ese mismo año. Haggard quería dedicarse a los negocios en la colonia pero la inestabilidad de la zona por la primera guerra anglo-bóer los obligó a regresar a Inglaterra en agosto de 1881, donde estudió derecho y empezó a ejercer la abogacía, compaginándola con la publicación de artículos inspirados en sus estancias en África.
En 1882 se editó su primer libro, Cetywayo and his white neighbours, reflejo de sus observaciones de los pueblos africanos autóctonos, que no obtuvo demasiado éxito. Dos años después, publicó un libro de cuentos, Dawn, al que siguieron The witch's head (1885) y Las minas del rey Salomón (1885), escrito en poco más de un mes en Londres, que lo consagró definitivamente —publicada en septiembre, había sido rechazada por numerosas editoriales antes de aparecer con enorme éxito—. En esta obra, aparece por primera vez su personaje Allan Quatermain, que reunía algunas características del propio autor.
En 1887 ven la luz las novelas Allan Quatermain, Jess —ambas escritas en 1885 y publicadas primeramente por entregas— y Ella —escrita con la característica velocidad del autor a comienzos de 1886—, que, con ochenta y tres millones de ejemplares vendidos, es uno de los libros más populares de todos los tiempos. La continuación de esta obra, publicada en 1905, obtuvo también muy buena acogida entre el público.
En 1888, rico y considerado como uno los escritores más famosos de su época, escribió Cleopatra después de un viaje a Egipto, La venganza de Maiwa y Mr. Meeson's Will y comenzó Beatrice y El deseo del mundo. Sucesivas muertes en la familia le sumieron temporalmente en una profunda crisis que le condujo a aislarse en la mansión de su esposa, sin dejar por ello de escribir a un ritmo notable. La necesidad de mantener los ingresos familiares y el nacimiento de su hija Lilias en 1892 le permitieron sobreponerse y retomar su intensa actividad literaria y social.
Incansable escritor, reflejó los problemas de la agricultura contemporánea en A Farmer's Year (1899) y en su obra de dos volúmenes Rural England (1902), fruto de dos años de investigaciones. Enviado por el Gobierno inglés, viajó a Estados Unidos para informar sobre los establecimientos agrícolas e industriales instalados allí por el Ejército de Salvación. Posteriormente formó parte de la Comisión Real para la Repoblación Forestal y la Erosión Costera. Otro nombramiento oficial, como miembro de la comisión real para las colonias, lo que le permitió viajar por Australia, Nueva Zelanda, Sudáfrica y Canadá hasta principios de la Primera Guerra Mundial, momento en el que regresó a Gran Bretaña.
Fue elegido caballero (Knight Bachelor) en 1912 y caballero del Imperio Británico (Knight Commander of the Order of the British Empire) en 1919. Unos años antes (1895) había intentado acceder al Parlamento por el partido conservador pero no lo consiguió por 198 votos.
Tuvo un hijo, Jock, cuya muerte a los diez años le provocó su única crisis creativa, y tres hijas, Angela, Dorothy y Lilias. A esta última debemos la biografía de su padre, The cloak that I left, publicada en 1951. El escritor falleció en Londres el 14 de mayo de 1925 tras una operación.

## Obras
Sus novelas más famosas son las que tienen como protagonistas a sus dos personajes más conocidos:
- Allan Quatermain, considerado como la personificación del «cazador blanco», que protagoniza Las minas del rey Salomón (1885), Las aventuras de Allan Quatermain (1887), La venganza de Maiwa (1887), La esposa de Allan (1889), Allan en Egipto (1920) y Allan y los dioses de hielo (1927).
- Ayesha o Ella, mujer inmortal que vive durante siglos en África siendo adorada como diosa por los nativos, hasta que la encuentran los exploradores europeos. Sobre ella tratan Ella (1887), Ayesha: el retorno de Ella (1905) e Hija de la sabiduría (1923), donde se cuenta su origen en el antiguo Egipto.

La novela Allan y Ella (1921) reúne a ambos personajes.
Otras novelas que escribió fueron Cleopatra (1889), Eric Ojos Brillantes (1891), y Vísperas rojas (1911).
Aunque H. Rider Haggard no es hoy día tan popular como en su época, una de sus obras tuvo un importante impacto en el pensamiento del siglo XX: Ella, citada tanto por Sigmund Freud como por Carl Gustav Jung como prototipo de lo femenino.
Entre sus obras se cuentan:
| Título                        | Año de la primera traducción | Título original                                | Año de la primera edición original | Notas                                                   |
| ----------------------------- | ---------------------------- | ---------------------------------------------- | ---------------------------------- | ------------------------------------------------------- |
| Amanecer                      | nunca                        | Dawn                                           | 1884                               |                                                         |
| La cabeza de la bruja         | nunca                        | The Witch's Head                               | 1884                               |                                                         |
| Las minas del rey Salomón     | 1888                         | King Solomon's Mines                           | 1885                               | Allan Quatermain                                        |
| Ella                          | 1902                         | She: A History of Adventure                    | 1886                               | Ayesha                                                  |
| Aventuras de Allan Quatermain | 1893                         | Allan Quatermain                               | 1887                               | Allan Quatermain                                        |
| Jess                          | nunca                        | Jess                                           | 1887                               |                                                         |
| Jim-Jim y los tres leones     | 1945                         | A Tale of Three Lions                          | 1887                               | Allan Quatermain (editado junto a "La esposa de Allan") |
| La venganza de Maiwa          | 1954                         | Maiwa's Revenge, or the War of the Little Hand | 1888                               | Allan Quatermain                                        |
| Un precioso testamento        | 1955                         | Mr. Meeson's Will                              | 1888                               |                                                         |
| Colonel Quaritch, VC          | nunca                        | Colonel Quaritch, VC                           | 1889                               |                                                         |
| Cleopatra                     | 1927                         | Cleopatra                                      | 1889                               |                                                         |
| La esposa de Allan            | 1945                         | Allan's Wife and Other Tales                   | 1889                               | Allan Quatermain                                        |
| Beatriz                       | nunca                        | Beatrice                                       | 1890                               |                                                         |
| El deseo del mundo            | 2009                         | The World's Desire                             | 1890                               | Coescrita con Andrew Lang                               |
| Eric Ojos Brillantes          | 1991                         | Eric Brighteyes                                | 1891                               |                                                         |
| Nada, el Lirio                | 1952                         | Nada the Lily                                  | 1892                               |                                                         |
| Un esfuerzo heroico           | nunca                        | An Heroic Effort                               | 1893                               |                                                         |
| La hija de Moctezuma          | c. 1893                      | Moctezuma's Daughter                           | 1893                               |                                                         |
| Los hijos de la niebla        | 1946                         | The People of the Mist                         | 1894                               |                                                         |
| Corazón del mundo             | nunca                        | Heart of the World                             | 1895                               |                                                         |
| Joan Haste                    | nunca                        | Joan Haste                                     | 1895                               |                                                         |
| El hechicero                  | 1953                         | The Wizard                                     | 1896                               |                                                         |
| Doctor Therne                 | nunca                        | Doctor Therne                                  | 1898                               |                                                         |
| Golondrina                    | nunca                        | Swallow: A Tale of the Great Trek              | 1899                               |                                                         |
| Lysbeth                       | nunca                        | Lysbeth                                        | 1901                               |                                                         |
| La doncella Perla             | nunca                        | Pearl Maiden                                   | 1903                               |                                                         |
| Stella Fregelius              | nunca                        | Stella Fregelius: A Tale of Three Destinies    | 1903                               |                                                         |
| Los cofrades                  | nunca                        | The Brethren                                   | 1904                               |                                                         |
| Ayesha: el regreso de Ella    | 1908                         | Ayesha: The Return of She                      | 1905                               | Ayesha                                                  |
| El camino del espíritu        | nunca                        | The Way of the Spirit                          | 1906                               |                                                         |
| Benita                        | nunca                        | Benita                                         | 1906                               |                                                         |
| Encantadora Margarita         | nunca                        | Fair Margaret                                  | 1907                               |                                                         |
| Los reyes fantasmas           | 1941                         | The Ghost Kings                                | 1908                               |                                                         |
| El dios amarillo              | 2018                         | The Yellow God                                 | 1908                               |                                                         |
| La señora de Blossholme       | nunca                        | The Lady of Blossholme                         | 1909                               |                                                         |
| La hija de Amón               | 1944                         | Morning Star                                   | 1910                               |                                                         |
| El anillo de la reina de Saba | 1940                         | Queen Sheba's Ring                             | 1910                               |                                                         |
| Vísperas rojas                | nunca                        | Red Eve                                        | 1911                               |                                                         |
| Mahatma y la liebre           | nunca                        | The Mahatma and the Hare                       | 1911                               |                                                         |
| Marie                         | 1951                         | Marie                                          | 1912                               | Allan Quatermain                                        |
| Mameena: hija de la tempestad | 1951                         | Child of Storm                                 | 1913                               | Allan Quatermain                                        |
| El collar de Wanderer         | 1942                         | The Wanderer's Necklace                        | 1914                               |                                                         |
| La flor sagrada               | 1951                         | The Holy Flower                                | 1915                               | Allan Quatermain                                        |
| El niño de marfil             | 1952                         | The Ivory Child                                | 1916                               | Allan Quatermain                                        |
| Nombé                         | 1952                         | Finished                                       | 1917                               | Allan Quatermain                                        |
| Amor eterno                   | nunca                        | Love Eternal                                   | 1918                               |                                                         |
| Luna de Israel                | nunca                        | Moon of Israel                                 | 1918                               |                                                         |
| Cuando el mundo se estremeció | 1946                         | When the World Shook                           | 1919                               |                                                         |
| Allan en Egipto               | 1955                         | The Ancient Allan                              | 1920                               | Allan Quatermain                                        |
| Ella y Allan                  | 1946                         | She and Allan                                  | 1921                               | Allan Quatermain y Ayesha                               |
| La virgen del sol             | nunca                        | The Virgin of the Sun                          | 1922                               |                                                         |
| La hija de la sabiduría       | 1982                         | Wisdom's Daughter                              | 1923                               | Ayesha                                                  |
| El monstruo                   | 1955                         | Heu-Heu                                        | 1924                               | Allan Quatermain                                        |
| La reina del alba             | nunca                        | Queen of the Dawn                              | 1925                               |                                                         |
| El tesoro del lago            | nunca                        | The Treasure of the Lake                       | 1926                               | Allan Quatermain                                        |
| Allan y los dioses de hielo   | 1950                         | Allan and the Ice-gods                         | 1927                               | Allan Quatermain                                        |
| Mary de la isla Marion        | nunca                        | Mary of Marion Isle                            | 1929                               |                                                         |
| Baltasar                      | nunca                        | Belshazzar                                     | 1930                               |                                                         |

## Ediciones modernas
- Haggard, H. Rider (2010). Las minas del rey Salomón. Madrid: Anaya. ISBN 978-84-667-1560-7.
- — (2009). Las minas del rey Salomón. Madrid: S.A. de Promoción y Ediciones. ISBN 978-84-407-1765-8.
- — (2007). Las minas del rey Salomón. Madrid: Jorge A. Mestas. Ediciones Escolares. ISBN 978-84-95311-27-6.
- — (2004). Las minas del rey Salomón. Barcelona: Alianza Editorial, S.A. ISBN 978-84-206-3936-9.
- — (2001). Las minas del rey Salomón. Barcelona: Edicomunicación, S.A. ISBN 978-84-8461-015-1.
- — (1998). Ella. Madrid: Valdemar. ISBN 978-84-7702-214-5.
- — (1997). Ella. Barcelona: Edicomunicación, S.A. ISBN 978-84-7672-752-2.
- — (1988). Ella. Madrid: Ediciones Generales Anaya, S.A. ISBN 978-84-7525-129-5.
- — (2001). Allan Quatermain. Barcelona: Abraxas, S.L. ISBN 978-84-95536-27-3.
- — (1998). Las aventuras de Allan Quatermain. Madrid: Círculo de Lectores, S.A. ISBN 978-84-226-7269-2.
- — (1992). Allan Quatermain. Madrid: Grupo Anaya, S.A. ISBN 978-84-207-4484-0.
- — (2001). La venganza de Maiwa. Madrid: Abraxas, S.L. ISBN 978-84-95536-48-8.
- — (2006). Cleopatra. Barcelona: Abraxas, S.L. ISBN 978-84-96196-30-8.
- — (1998). Cleopatra. Barcelona: Planeta-De Agostini. ISBN 978-84-395-6938-1.
- — (2002). La esposa de Allan. Barcelona: Abraxas, S.L. ISBN 978-84-96196-30-8.
- — (2009). El deseo del mundo. Madrid: La Biblioteca del Laberinto. ISBN 978-84-92492-28-2.
- — (1991). Eric Ojos Brillantes. Madrid: Miraguano Ediciones. ISBN 978-84-7583-810-6.
- — (1989). El pueblo de la bruma. Madrid: Miraguano Ediciones. ISBN 978-84-7813-036-8.
- — (1994). La maldición de Chaka (Nada el Lirio). Madrid: Valdemar. ISBN 978-84-7702-117-9.
- — (1998). Ayesha, el retorno de Ella. Madrid: Valdemar. ISBN 978-84-7702-237-4.
- — (1997). Ayesha, el retorno de Ella. Barcelona: Edicomunicación, S.A. ISBN 978-84-7672-755-3.
- — (1987). Ayesha, el retorno de Ella. Barcelona: Laertes. ISBN 978-84-85346-83-7.
- — (1989). Los reyes fantasmas. Madrid: Transversal. ISBN 978-84-96554-89-4.
- — (1997). La hija de Amón. Barcelona: Ediciones Obelisco, S.L. ISBN 978-84-7720-560-9.
- — (2007). La flor sagrada. Barcelona: Abraxas, S.L. ISBN 978-84-96196-70-4.
- — (2007). La hermandad. Barcelona: Ediciones B, S.A. ISBN 978-84-666-1576-1.
- — (2006). La hermandad. Barcelona: Zeta Bolsillo. ISBN 978-84-96581-74-6.
- — (1988). Cuando el mundo se estremeció. Barcelona: Ediciones Obelisco, S.L. ISBN 978-84-7720-081-9.
- — (1997). Ella y Allan. Barcelona: Edicomunicación, S.A. ISBN 978-84-7672-759-1.
- — (1987). Ella y Allan. Barcelona: Ediciones Obelisco, S.L. ISBN 978-84-7720-033-8.
- — (2001). Hija de la sabiduría. Barcelona: Edicomunicación, S.A. ISBN 978-84-8461-018-2.
- — (1987). Allan y los dioses del hielo. Barcelona: Ediciones Obelisco, S.L. ISBN 978-84-7720-045-1.